# Jondals kommun
Jondals kommun (norska: Jondal kommune) var en kommun längs Hardangerfjorden i tidigare Hordaland fylke i västra Norge. Kommunens centralort var tätorten Jondal. Den gränsade i öster mot Ullensvangs kommun och i söder mot Kvinnherads kommun. Västerut, på andra sidan fjorden ligger Kvams kommun.
Kommunen upphörde den 31 december 2019 då den tillsammans med Odda kommun slogs ihop med Ullensvangs kommun.

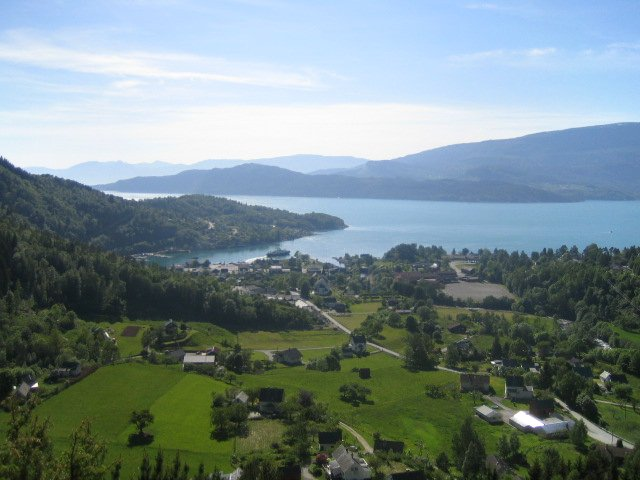
Jondal.